# Karolina
Karolina je žensko osebno ime.

## Izvor imena
Ime Karolina je različica ženskega osebnega imena Karla oziroma moškega osebnega imena Karel.

## Pogostost imena
Po podatkih Statističnega urada Republike Slovenije je bilo na dan 31. decembra 2007 v Sloveniji število ženskih oseb z imenom Karolina: 2.326. Med vsemi ženskimi imeni pa je ime Karolina po pogostosti uporabe uvrščeno na 113. mesto.

## Tujejezikovne različice imena
- pri Italijanih: Caroline
- pri Norvežanih: Karoline

## Osebni praznik
V koledarju je ime Karolina uvrščeno k imenoma Karla oziroma Karel.